# Jan Hof (korfballer)
Jan Hof (Oldeberkoop, 1959) is een Nederlands voormalig korfballer, korfbalcoach en bondscoach. Hij won goud als coach van het Nederlands korfbalteam op 3 toernooien.

## Speler
Hof begon met korfbal bij korfbalvereniging Lintjo, de club waar zijn ouders mede-oprichters van waren.
Hof verhuisde op jonge leeftijd en ging spelen bij Stormvogels (Uitgeest). Hierna ging Hof korfballen bij Oranje Nassau uit Amsterdam, een ploeg die op dat moment in de Overgangsklasse speelde. Ondanks dat Hof een aanbod kreeg om te komen spelen bij het grotere AKC Blauw-Wit bleef hij spelen bij Oranje Nassau. Uiteindelijk sloot hij af bij DTV. Hof stopte in 1987 als speler, op 29-jarige leeftijd.

## Coach

### Begin van coachingscarrière
In 1987, nadat hij was gestopt als speler werd Hof trainer/coach. Aangezien hij zelf nooit op het hoogste niveau had gespeeld, was zijn eerste coachingsklus ook niet op het hoogste niveau. Zo begon hij bij Sparta (Nijkerk). Hier was hij coach tot en met 1991.

### Hogerop
Na 4 seizoenen bij Sparta werd Hof de nieuwe coach van het Driebergse Dalto. Dit was voor Hof een stap omhoog, aangezien Dalto zowel op het veld als in de zaal in de hoogste competitie in Nederland speelde, namelijk de Hoofdklasse.
Zowel op het veld als in de zaal was Dalto een middenmoter. Ze eindigden in beide competities uiteindelijk op een 5e plaats, wat niet goed genoeg was voor kruisfinales maar ook niet slecht genoeg voor degradatie. Hof was hier 1 seizoen coach en hierdoor deed hij zijn intrede op het hoogste niveau.
In 1992 verruilde Hof van club. Hij werd de nieuwe coach van het Heerenveense Blauw-Wit. Op het moment dat Hof hier begon speelde de ploeg op het veld in de Hoofdklasse, maar in de zaal speelde het nog Overgangsklasse. De missie voor Hof was simpel ; hij moest de club ook in de zaal naar het hoogste niveau tillen en daar stabiel laten spelen.
In 1992-1993, Hof's eerste seizoen als hoofdcoach begon goed. In de zaal werd de ploeg kampioen en promoveerde het naar de Hoofdklasse. Echter ging het mis op het veld. Uiteindelijk werd de ploeg laatste in de Hoofdklasse B met slechts 6 punten uit 14 wedstrijden.
Seizoen 1993-1994 was het eerste seizoen voor de club in de Hoofdklasse zaal in de clubgeschiedenis. De ploeg had het lastig, maar hield het hoofd boven water. Uiteindelijk werd het 6e met 11 punten en ontliep hiermee degradatie. Op het veld werd echter nog niet de promotie terug naar de Hoofdklasse afgedwongen.
Seizoen 1994-1995 was een wederom een seizoen met 2 gezichten voor de ploeg. In de zaal werd Blauw-Wit hard uit de Hoofdklasse geknikkerd, want ze konden slechts 4 punten verzamelen. Dit was een grote klap voor de club. Op het veld herpakte de ploeg zich echter wel en promoveerde het terug naar de Hoofdklasse.
Na dit seizoen stopte Hof als coach in Heerenveen.

### DKOD
Na 3 seizoenen bij Blauw-Wit (Heerenveen) werd Hof de nieuwe coach van DKOD. Deze aanstelling ging op een opmerkelijke manier. De ploeg was voor seizoen 1995-1996 op zoek naar een nieuwe coach, ter vervanging van speler-coach Tjeerd de Jong met als doel om de ploeg weer in de zaalfinale te krijgen, zoals dat in 1994 nog was gelukt. DKOD was in de zoektocht naar een nieuwe coach in gesprek met meerdere kandidaten, waaronder ook eigen DKOD clubicoon Ben Crum. Het clubbestuur gaf de spelersgroep een doorslaggevende rol in het beslissingsproces. Toen Crum in de media had laten weten benaderd te zijn door DKOD, kwamen een aantal spelers in protest naar voren. Het clubbestuur luisterde naar de spelersgroep en vroeg hen zelf om met een suggestie te komen. De naam van Jan Hof kwam als eerste naar voren. Zodoende werd niet Crum, maar Hof aangesteld als nieuwe coach.
Vol ambitie begon Hof in 1995 aan dit nieuwe avontuur. Hij had een mooie groep spelers ter beschikking waaronder Dennis Voshart en Heleen van der Wilt. Echter ging het al snel mis. Hof had grote moeite met de mondige spelersgroep die al snel veel kritiek op hem hadden. Hof voelde zich niet gesteund door het clubbestuur en de situatie escaleerde.
Na slechts 6 wedstrijden hield Hof het voor gezien en stopte als coach en de ploeg moest ineens op zoek naar een nieuwe hoofdcoach. Uiteindelijk werd toch een beroep gedaan op Ben Crum. Crum liet de afwijzing van eerder dat jaar achter zich en werd de nieuwe coach.

## Bondscoach
In 1993, terwijl Hof coach was van Blauw-Wit werd hij ook assistent bondscoach van het Nederlands korfbalteam. Onder leiding van hoofdcoach Harry Dassen won Hof goud op het WK van 1995.
Echter was het WK van 1995 het laatste wapenfeit van Dassen als bondscoach. Dassen had al voor het WK aangegeven te stoppen en het KNKV kon op zoek gaan naar een nieuwe bondscoach. Toen in oktober 1995 de samenwerking van Hof en DKOD spaak liep en Hof dus zonder vaste coachingsjob zat en toch al assistent bondscoach was, werd hij benaderd voor de job.
Hof zag dit ook zitten en werd daarom per 1 januari 1996 aangesteld als nieuwe bondscoach van Nederland.
Met Hof als bondscoach won Nederland goud op de volgende toernooien:
- World Games 1997
- EK 1998
- WK 1999

Het WK van 1999, dat in Australië werd gespeeld werd de laatste klus voor Hof als bondscoach. Na terugkomst in Nederland bleken er een aantal spelers te zijn die niet goed met Hof overweg konden. Vanwege deze conflicten was er , ondanks het winnen van goud, sprake van een vertrouwensbreuk tussen spelersgroep en bondscoach. De bond voelde zich daarom genoodzaakt om Hof in september te ontslaan als bondscoach. Jan Sjouke van den Bos werd hierna aangesteld als nieuwe bondscoach.

## Return
Feitelijk had Hof een punt gezet achter zijn coachingscarrière na het ontslag als bondscoach, toen hij in 2005 werd benaderd door Koog Zaandijk.
De ploeg speelde in de zaal Hoofdklasse, wat het 1 na hoogste niveau van Nederland was. De ploeg was jong en ambitieus en wilde een ervaren coach hebben om promotie naar het hoogste niveau te behalen. Op het veld was de ploeg net gepromoveerd naar de Hoofdklasse, wat daar wel het hoogste niveau was.
In seizoen 2005-2006, het eerste seizoen met Hof als coach ging het goed met KZ. In de zaal werd het kampioen van de Hoofdklasse A en won het de Hoofdklasse Finale van KVS met 16-12, waardoor directe promotie naar de Korfbal League een feit was.
Op het veld gebeurde echter het tegenovergestelde. De ploeg degradeerde uit de Hoofdklasse terug naar de Overgangsklasse.
Voor aanvang van 2006-2007 veranderde er veel bij Koog Zaandijk. De ploeg was namelijk gepromoveerd naar de Korfbal League en dat trok een aantal goede spelers van buitenaf aan, zoals terugkerend KZ icoon Tim Bakker en Erik de Vries. De ploeg was flink versterkt voor het KL seizoen, maar desondanks het de ploeg het lastig. Uiteindelijk werd KZ 9e en moest het play-downs spelen om in de league te blijven. In de playdown werd makkelijk gewonnen van SKF waardoor KZ gewoon in de league bleef.
Op het veld promoveerde Koog Zaandijk terug naar de Hoofdklasse.
Na 2 seizoenen bij Koog Zaandijk vond Hof het tijd voor iets anders. Hij werd vervangen door Jenne Warrink, die niet veel later van Koog Zaandijk de Korfbal League kampioen zou maken.

## De Meeuwen
In 2007 ging Hof aan de slag als coach van De Meeuwen uit Putten. Hij volgde daar vertrekkend coach Jan Tuttel op.
Hij was de hoofdcoach voor 3 seizoenen. Na deze functie bleef Hof actief bij De Meeuwen, namelijk als coördinator van het project Meeuwen2020. Het doel van dit project is om van De Meeuwen een Korfbal League ploeg te maken.

## Internationaal
Hof heeft ook korfbal op internationaal niveau gecoacht. Zo was hij actief in Polen en Zuid-Afrika om trainingen/clinics te geven.
In 2010 werd Hof aangesteld als bondscoach van het Duits korfbalteam. Dit was hij t/m 2014, toen hij vervangen werd door Ruben Boode.